# سديم سحابي عالي السرعة

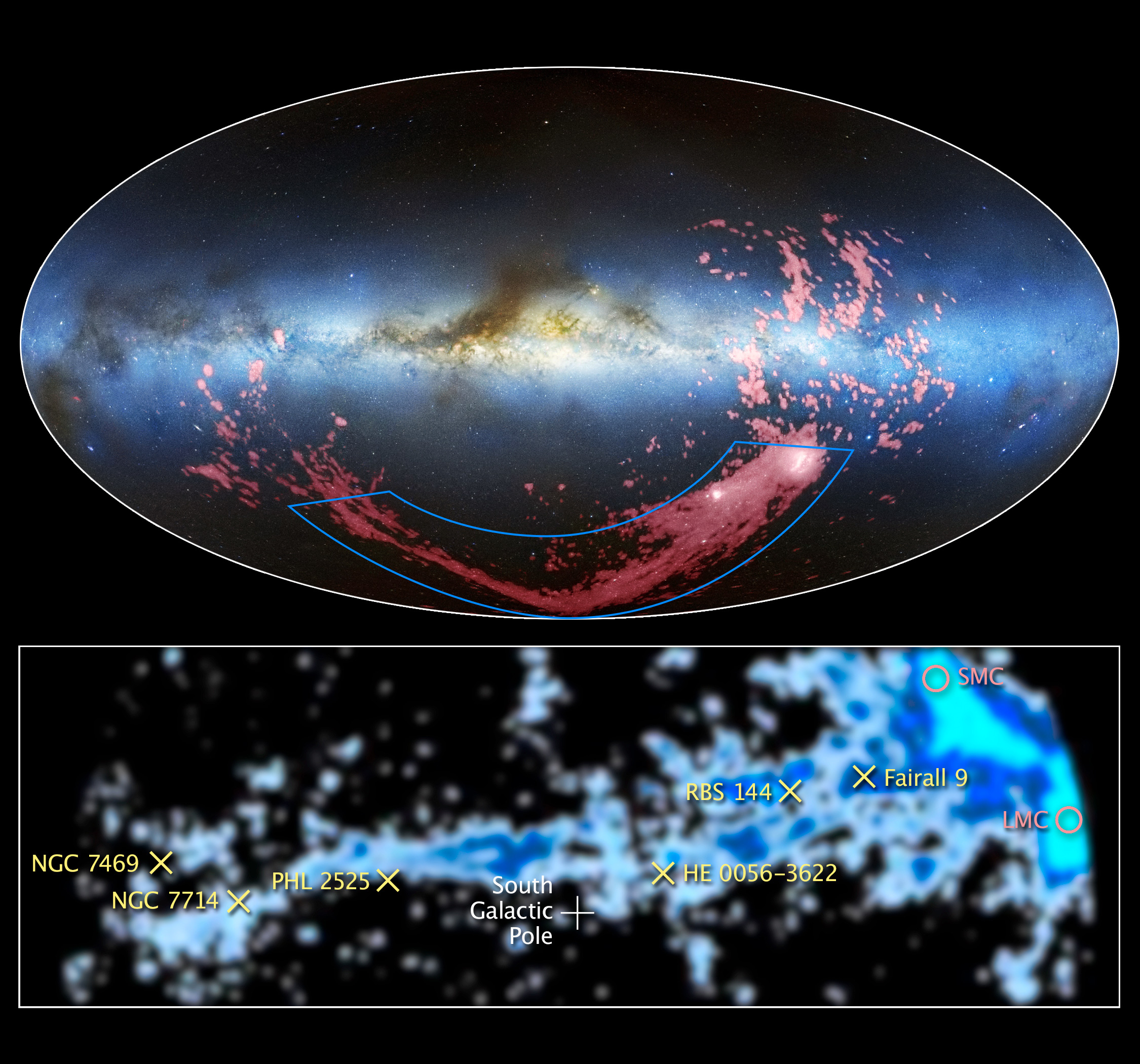
هذه الصور تظهر منظر واسع وقريب لشريط طويل من الغاز يسمى التيار الماجلاني الذي يمتد تقريبا إالى منتصف الطريق حول درب التبانة..

السديم السحابي العالي السرعة هي ظاهرة فلكية تشير إلى سحب غازية في الوسط بين نجمي على طول هالة مجرة درب التبانة تتحرك بسرعات عالية إلى حد كبير (تصل إلى عدة مئات كم/ ثانية) بالمقارنة مع سرعة دوران قرص مجرة درب التبانة. وتتكون أساسا من الهيدروجين المحايد، وتقع خارج المستوى المجري. ويعتقد أنها سحب من المواد تسقط في مجرة درب التبانة من الخارج.ولقد رصدت السدم السحابية العالية السرعة داخل المجرات القريبة الأخرى.
السحب المؤينة المحايدة العالية السرعة مهمة لفهم تطور المجرة درب التبانة. لأنها تمثل كمية كبيرة من المادة الباريونية في هالة المجرة.وبالإضافة إلى ذلك، عندما تسقط هذه السحب في قرص مجرة، فإنها تضيف مواد إضافية يمكن أن تشكل نجوم جدية بالإضافة إلى المواد الموجودة بالفعل في القرص.هذه المواد الجديدة تساعد في الحفاظ على معدل تشكيل النجوم في المجرة
لا تزال أصول السحب العالية السرعة موضع شك. ولاتوجد نظرية واحدة تفسر كل السحب العالية السرعة في المجرة. ومع ذلك، فمن المعروف أن بعض السحب العالية السرعة قد تكونت على الأرجح من خلال التفاعلات بين مجرة درب التبانة والمجرات القمرية التابعة لمجرة درب التبانة، مثل سحابتا ماجلان الكبرى والصغرى التي تنتج سحابة عالية السرعة معروفة جيدا تعرف بأسم التيار الماجلاني.